# Ratpenat de ferradura d'Adam
El ratpenat de ferradura d'Adam (Rhinolophus adami) és una espècie de ratpenat de la família dels rinolòfids. Viu a la República del Congo. El seu hàbitat natural és al bosc humit tropical. No hi ha cap amenaça significativa per a la supervivència d'aquesta espècie, tot i que està afectada per la pertorbació de les coves on descansen.